# 艾米利亚大道
艾米利亚大道（意大利语：Via Emilia）是義大利北部平原上的一條古羅馬時期道路幹道，起于亚得里亚海边的里米尼，止于波河河畔的皮亚琴察。艾米利亚大道完成于公元前187年，与33年前完成的连接里米尼与罗马的弗拉米尼亚大道相衔接。

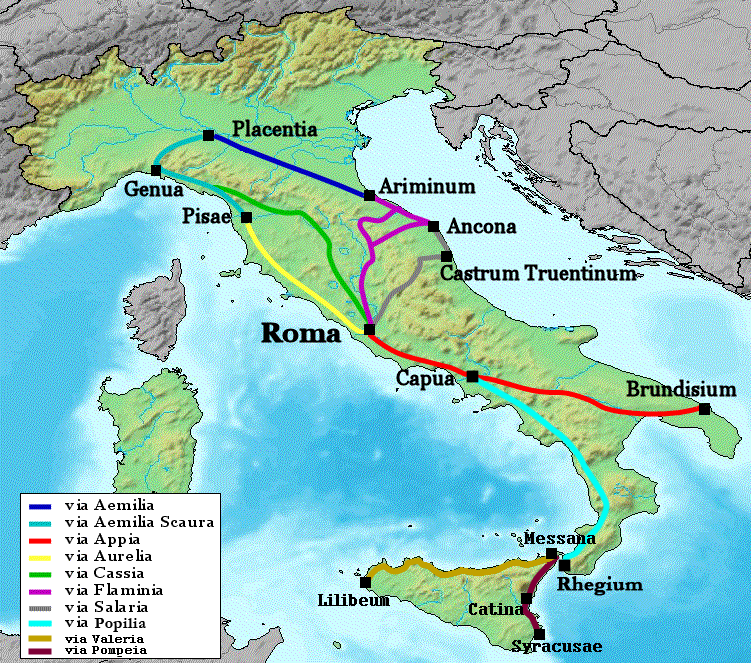
艾米利亚大道的线路（深蓝色）